# Roberto Carboni (calciatore)
Roberto Eduardo Carboni (Bernal, 8 aprile 1985) è un ex calciatore argentino, di ruolo centrocampista.